# Itscheabine
Itscheabine ("Les gens des filles" =Girl people?), jedna od lokalnih skupina Assiniboin Indijanaca, koje prvi pua spominju Lewis i Clark kao Gens de Feuilles, i procjenjuju im broj na 850, odnosno 250 ratnika i 100 tipija (šatora). 
Živjeli su na području Velikih prerija (SAD i Kanada) uz rijeke Mouse (Souris), Qu'Appelle i Assiniboine. Bili su (Henry, 1897) u neprijateljstvu sa Siusima, Šošonima, Arikarama, i drugim plemenima, i u prijateljstvu s Cree Indijancima. Živjeli su od lova, te trgovali s ljudima krznarskih kompanija Hudson bay, Northwest i X. Y. 
Godine 1853. broj im je sveden na 10 šatora s poglavicom Les Jeux Gris.
Ostali nazivi za njih su: Little Girl Assiniboine, Gens de la Feuille, Gens des Filles, Girls' band, Na-co-tah' O-see-gah, We-che-ap-pe-nah (i varijante).